# HAARP (album)
 (novembre 2022).
Si vous disposez d'ouvrages ou d'articles de référence ou si vous connaissez des sites web de qualité traitant du thème abordé ici, merci de compléter l'article en donnant les références utiles à sa vérifiabilité et en les liant à la section « Notes et références ».
Pour les articles homonymes, voir HAARP.
Albums de Muse
Black Holes & Revelations
(2006) The Resistance
(2009)
HAARP est le troisième enregistrement public du groupe de rock britannique Muse (après Hullabaloo en 2002 et Absolution Tour en 2005), sorti le 17 mars 2008. Il est composé d'un CD live capté le 16 juin 2007 au Wembley Stadium de Londres et d'un DVD capté le lendemain dans le même stade, devant plus de cent mille personnes chaque soir.
Il figure sur le DVD une vidéo bonus montrant les coulisses des concerts ainsi qu'une galerie photo. Le nom fait référence aux antennes présentes sur la scène lors des concerts appartenant au programme de recherche scientifique « HAARP » aux États-Unis.
Avant de commencer le morceau Knights of Cydonia, Matthew Bellamy joue cinq notes à la guitare par deux fois. Les cinéphiles avertis auront reconnu le « riff » de Rencontres du troisième type de Steven Spielberg, lors de la communication entre l'engin spatial et les scientifiques menés par François Truffaut.
Pendant le concert sont jouées des chansons telles que Bliss, Citizen Erased, City of Delusion, Man of Mystery, Sing for Absolution ou Sunburn qui ne seront pas incluses sur le CD ni le DVD.
De gros moyens ont été utilisés pour tourner le DVD comme un hélicoptère muni d'une caméra ainsi que plusieurs grues Louma. Un cadreur était également présent sur le toit du stade, filmant la scène de loin.
Il est classé 40e meilleur live de tous les temps par le magazine britannique NME le 11 mars 2011.

## DVD

### Concert
| No  | Titre                                                                                              | Durée |
| --- | -------------------------------------------------------------------------------------------------- | ----- |
| 1.  | Intro (reprise de la Danse des chevaliers, issue du ballet Roméo et Juliette de Sergueï Prokofiev) |       |
| 2.  | Knights of Cydonia                                                                                 |       |
| 3.  | Hysteria                                                                                           |       |
| 4.  | Supermassive Black Hole                                                                            |       |
| 5.  | Map of the Problematique                                                                           |       |
| 6.  | Butterflies and Hurricanes                                                                         |       |
| 7.  | Hoodoo                                                                                             |       |
| 8.  | Apocalypse Please                                                                                  |       |
| 9.  | Feeling Good                                                                                       |       |
| 10. | Invincible                                                                                         |       |
| 11. | Starlight                                                                                          |       |
| 12. | Improv.                                                                                            |       |
| 13. | Time is Running out                                                                                |       |
| 14. | New Born                                                                                           |       |
| 15. | Soldier's Poem                                                                                     |       |
| 16. | Unintended                                                                                         |       |
| 17. | Blackout                                                                                           |       |
| 18. | Plug in Baby                                                                                       |       |
| 19. | Stockholm Syndrome                                                                                 |       |
| 20. | Take a Bow                                                                                         |       |

Les titres Forced In, Sing for Absolution, Sunburn, City Of Delusion et Bliss ont également été joués lors du concert mais ne figurent ni sur le DVD ni sur le CD.

### Suppléments
1. Making of (les coulisses du spectacle)
2. Gallery (diapositives avec Sing for Absolution en musique de fond)

## CD
| No  | Titre                                                                          | Durée |
| --- | ------------------------------------------------------------------------------ | ----- |
| 1.  | Intro                                                                          | 1:44  |
| 2.  | Knights Of Cydonia                                                             | 6:37  |
| 3.  | Hysteria                                                                       | 4:18  |
| 4.  | Supermassive Black Hole                                                        | 4:00  |
| 5.  | Map Of The Problematique                                                       | 5:21  |
| 6.  | Butterflies & Hurricanes                                                       | 5:55  |
| 7.  | Invincible                                                                     | 6:14  |
| 8.  | Starlight                                                                      | 4:13  |
| 9.  | Time Is Running Out                                                            | 4:23  |
| 10. | New Born                                                                       | 8:17  |
| 11. | Unintended                                                                     | 4:35  |
| 12. | Micro Cuts                                                                     | 3:46  |
| 13. | Stockholm Syndrome                                                             | 7:36  |
| 14. | Take A Bow                                                                     | 4:41  |
| 15. | City Of Delusion (bonus track , uniquement disponible dans la version digital) | 5:13  |

## Musiciens
- Matthew Bellamy - chant, guitares, piano
- Chris Wolstenholme - basse, chœurs, guitare sur Hoodoo
- Dominic Howard - batterie, chœurs
- Morgan Nicholls - claviers, chœurs, basse sur Hoodoo (ne fait pas partie officiellement du groupe)
- Dan Newell - trompette sur Knights of Cydonia et City of Delusion (ne fait pas partie officiellement du groupe)

## Certifications
| Pays              | Certification |
| ----------------- | ------------- |
| États-Unis (RIAA) | Or            |

| Pays              | Certification |
| ----------------- | ------------- |
| Royaume-Uni (BPI) | Or            |